# ساندرا شامبرز
ساندرا شامبرز (بالإنجليزية: Sandra Chambers)‏ هي مغنية بريطانية، ولدت في 11 أبريل 1967 في لندن في المملكة المتحدة.

## وصلات خارجية
- ساندرا شامبرز على موقع ميوزك برينز (الإنجليزية)
- ساندرا شامبرز على موقع ميوزك برينز (الإنجليزية)
- ساندرا شامبرز على موقع ديسكوغز (الإنجليزية)
- ساندرا شامبرز على موقع ديسكوغز (الإنجليزية)